# Svante Arrhenius
Svante August Arrhenius, född 19 februari 1859  på Viks gods i Balingsta församling (Uppsala län), död 2 oktober 1927 i Stockholm, var en svensk fysiker och kemist som var verksam inom många delar av naturvetenskapen. Han var professor i fysik vid Stockholms högskola 1895–1905 och sedan rektor på högskolan 1897–1902. Han blev den förste svenske nobelpristagaren när han tilldelades Nobelpriset i kemi 1903.
Svante Arrhenius brukar tillsammans med Wilhelm Ostwald och Jacobus Henricus van't Hoff räknas som den fysikaliska kemins grundare.

## Uppväxt och utbildning
Svante Arrhenius var son till Svante Gustaf Arrhenius och Carolina Christina Thunberg, och brorson till Johan Arrhenius. Arrhenius födelsedatum anges i olika källor till antingen den 18 eller 19 februari 1859. I födelseboken, i vissa husförhörslängder och i båda utgåvorna av Svensk uppslagsbok anges födelsedatumet till den 18 februari, medan andra husförhörslängder, Nobelkommitténs biografi och Kungliga ingenjörsvetenskapsakademiens festskrift till hans minne anger hans födelsedatum till den 19 februari samma år. Arrhenius själv tycks ha firat sin födelsedag den 19 februari. Hans förfäder var jordbrukare och hans far hade studerat till lantmätare och tagit examen 1834. Fadern var från 1847 anställd av Uppsala universitet som förvaltare av universitetets egendomar i västra Uppland. Efter att 1855 ha gift sig tog han en andra tjänst som förvaltare av Viks gods, där Svante Arrhenius föddes som familjens andra barn. Familjen flyttade till Uppsala 1860, där fadern blev akademifogde.
Svante Arrhenius gick på Katedralskolan, visade i unga år en fallenhet för matematik och intresserade sig även för fysik. Han tog 1876 studentexamen i Uppsala med goda betyg, dock inte som den bäste i sin klass.
Efter studentexamen påbörjade han studier i matematik, kemi och fysik vid Uppsala universitet, med historia, mineralogi och geologi, botanik och latin. I januari 1878 blev han filosofie kandidat, efter bara ett och ett halvt år, vilket var en rekordsnabbt genomförd kandidatexamen. Efter en resa till Paris under sommaren påbörjade han sina doktorandstudier under hösten 1878. Inledningsvis innebar detta föreläsningar i matematik och laboratoriearbete i kemi. Efter denna introduktion var Arrhenius inriktad på att välja fysik som sitt huvudämne, men genomföra studier i gränsområdet mellan fysik och kemi. Fysikprofessorn i Uppsala ansåg detta olämpligt, och att Arrhenius i så fall borde välja kemi som huvudämne. Arrhenius, tillsammans med vännen Claes Mebius, kontaktade därför fysikern Erik Edlund vid Kungliga Vetenskapsakademien i Stockholm för att undersöka möjligheten att få honom som handledare istället. Dessa två och doktoranden Lukas Homén kom därför att hjälpa till med Edlunds undersökning av elektriska urladdningar. Arrhenius fortsatte under denna period att vara aktiv i studentlivet i Uppsala, och framför allt Uplands nation.
Våren 1882 erbjöd Edlund att de tre kunde fortsätta vid hans laboratorium, men i så fall med forskningsområden som de själva valde. Arrhenius valde att studera en metod att bestämma molekylvikten hos kemiska föreningar i lösning, och senare samma år påbörjade han sina studier av elektrolyters ledningsförmåga, som kom att bli hans första stora forskningsinsats och ämnet för hans doktorsavhandling. I juni 1883 fanns ett första utkast till hans doktorsavhandling klar, men den imponerade inte på hans kemiprofessor i Uppsala. Däremot blev kemiprofessorn vid den nyinrättade Stockholms högskola, Otto Pettersson, imponerad av Arrhenius resultat, och föreslog vissa förändringar i avhandlingen. Arrhenius reviderade delvis sin avhandling baserad på Petterssons förslag.
Arrhenius blev 1884 filosofie licentiat och filosofie doktor vid Uppsala universitet, efter att ha disputerat 26 maj 1884. Han godkändes vid disputationen, men fick ett mediokert betyg på avhandlingen.

## Akademisk karriär

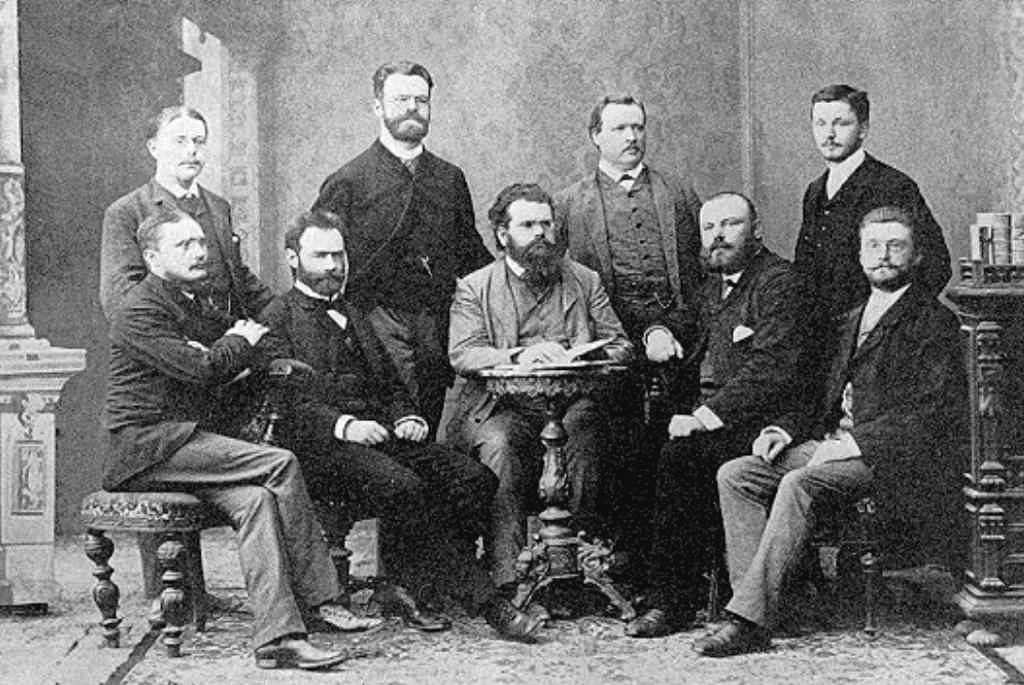
Gruppfoto från Boltzmanns laboratorium 1887. Stående från vänster Walther Nernst, Heinrich Streintz, Svante Arrhenius och Hiecke. Sittande från vänster Aulinger, Albert von Ettingshausen, Ludwig Boltzmann, Ignacij Klemencic och Hausmanninger.

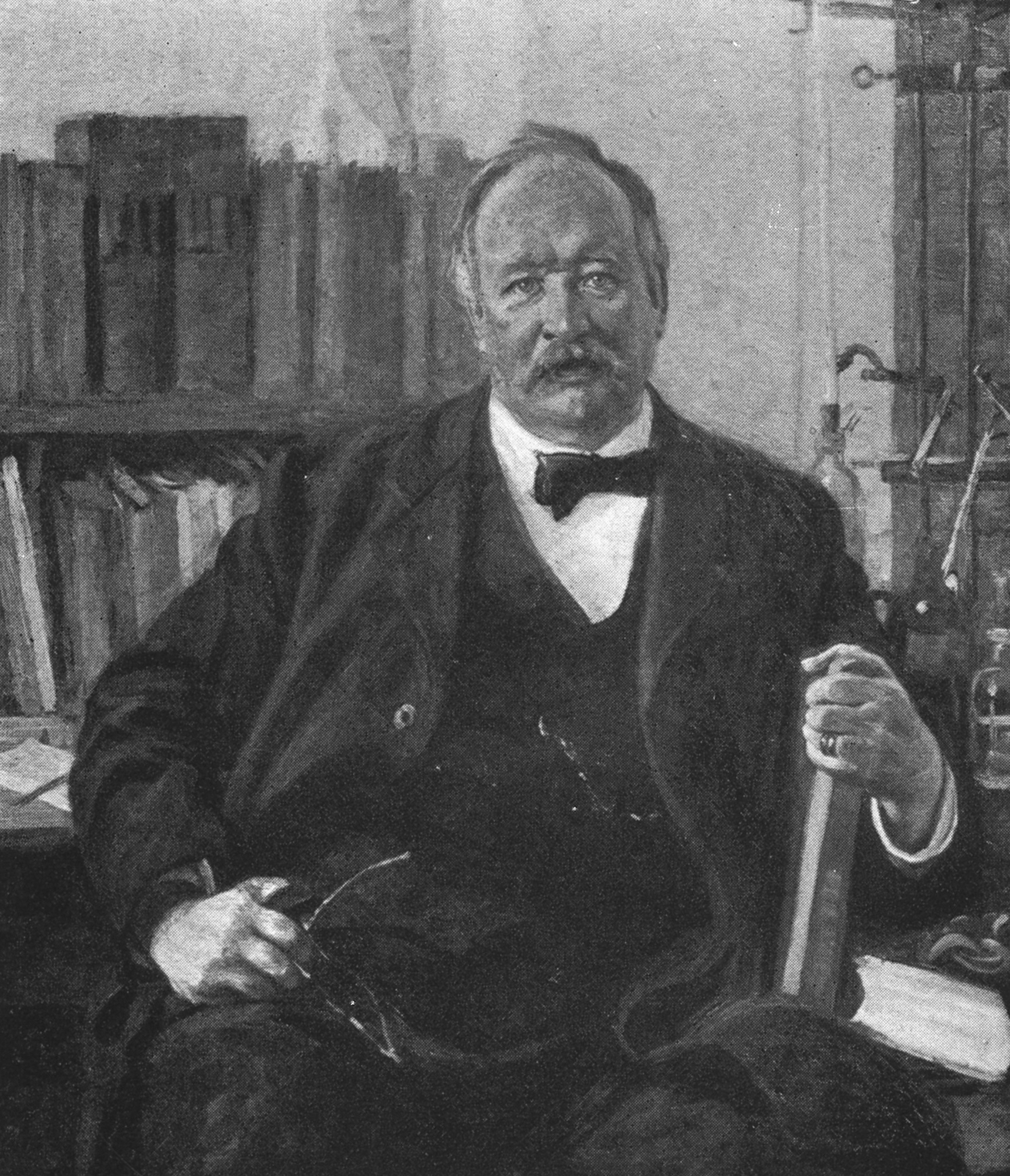
Svante Arrhenius porträtterad av Richard Bergh 1911.

Då hans doktorsavhandling sågs som undermålig i Uppsala, blev han inte docent efter sin disputation, vilket innebar att en fortsatt akademisk bana skulle bli mycket svår för honom. Arrhenius skickade sin avhandling till de två ledande tidiga fysikaliska kemisterna, van 't Hoff i Amsterdam och Wilhelm Ostwald i Riga, för att försöka intressera dem för hans resultat. Efter viss korrespondens reste Ostwald till Uppsala för att träffa honom, och erbjöd honom då en docenttjänst i Riga, som Arrhenius avböjde. Ostwalds intresse hjälpte till att visa att Arrhenius avhandling faktiskt var av mycket god kvalitet och innehöll banbrytande resultat, och han utnämndes till docent i fysikalisk kemi vid Uppsala universitet (på en oavlönad tjänst) i slutet av år 1884.
Tack vare ett treårigt resestipendium om 4 500 kronor från Kungliga Vetenskapsakademien som Edlund utverkade år 1885, arbetade Arrhenius 1886–1888 på Kohlrauschs, Boltzmanns, Ostwalds och van't Hoffs laboratorier samt somrarna 1902 och 1903 på Danmarks och Preussens seruminstitut.
Arrhenius blev 1891 lärare i fysik vid Stockholms högskola (efter att ha tackat nej till ett erbjudande om en professur i Giessen) och utnämndes 1895 till professor i samma ämne vid denna högskola. Han var rektor för Stockholms högskola 1897–1902. Han satt i styrelsen för högskolan till 1925. Han lämnade professuren vid Stockholms högskola 1905, då han utnämndes till föreståndare för Vetenskapsakademiens Nobelinstitut för fysikalisk kemi (som 1909 fick en egen byggnad), efter att ha avböjt ett erbjudande att bli professor i Berlin. Han fortsatte där att bedriva en framgångsrik verksamhet som forskare och vetenskaplig författare.

## Forskningsinsatser

### Elektrolytiska dissociationsteorin
1882–1883 studerade Arrhenius ledningsförmågan hos lösningar av elektrolyter hos professor Erik Edlund i Stockholm och leddes av dessa experiment till åsikten att sådana lösningar, som är elektriskt ledande, innehåller de lösta ämnena delvis dissocierade i elektriskt laddade joner. Han utvecklade denna åsikt till en omfattande teori, den så kallade elektrolytiska dissociationsteorin, som inte enbart skapade en ny vetenskaplig uppfattning kring många kemiska företeelser och låg till grund för den moderna elektrokemin, utan även hade ett stort inflytande på flera andra naturvetenskaper, i synnerhet fysik och fysiologi. De första avgörande observationerna genomförde han 17 maj 1883.
I sin doktorsavhandling Recherches sur la conductibilité galvanique des électrolytes (publicerad i Bihang till Vetenskapsakademiens handlingar, band 8, 1884) presenterade Arrenhius grundtankarna till den elektrolytiska dissociationsteorin, och drog fler viktiga slutsatser ur den.
Hela teorin framlades därefter av honom i Försök att beräkna dissociationen (aktivitetskoefficienten) hos i vatten lösta kroppar (i Vetenskapsakademiens Öfversikt, 1887) och Additive Eigenschaften der Salzlösungen (i Zeitschrift für physikalische Chemie, band 1, 1887) samt prövade och utvecklade teorin ytterligare bland annat i Innere Reibung verdünnter Lösungen (1887), Einwirkung des Lichtes auf das Leitungsvermögen der Haloidsalze des Silbers (1887), Über den Gefrierpunkt verdünnter wässeriger Lösungen (1888), Theorie der isohydrischen Lösungen (1888), Gleichgewichtsverhältnisse zwischen Elektrolyten (1889–1890), Dissociationswärme der Elektrolyte (1889), Reaktionsgeschwindigkeit bei der Inversion von Rohrzucker (1889), Diffusion von gelösten Stoffen (1892), Elektrolyse von Alkalisalzen (1893), Über die Änderung der Stärke schwacher Säuren durch Salzzusatz (1899) och Berechnungsweise des Dissociationsgrades starker Elektrolyte (1901).
Den elektrolytiska dissociationsteorin ersatte Michael Faradays felaktiga beskrivning av reaktionen mellan två materiefaser.[källa behövs] Med utgångspunkt i teorin undersökte Arrhenius även gasernas ledningsförmåga, särskilt i arbetet Leitung durch heisse Salzdämpfe (1891). Dissociationsteorin och den moderna fysikaliska kemin presenterade han i sin Lärobok i elektrokemi (1899). En kort sammanfattning av dissociationsteorin publicerades också i Rapports prés. au congrès intern. de physique (Paris 1900).
Med en stor idérikedom tillämpade Arrhenius dessa metoder på dittills olösta problem inte enbart blott inom dessa vetenskaper, utan även inom astrofysiken, geofysiken, geologin, meteorologin och fysiologin. Få vetenskapsmän i hans samtid lyckades i samma utsträckning befrukta mycket olika områden av naturvetenskapen med nya rön och idéer.

### Arrhenius ekvation och annan fysikalisk kemi
Hastigheten för kemiska reaktioner varierar med temperaturen. 1889 föreslog Arrhenius en fysikalisk tolkning av detta, vilket blev Arrhenius ekvation. Han byggde i detta fall vidare på ett förslag som van t' Hoff hade framfört 1884.
Han bearbetade också flera fysikalisk-kemiska problem (adsorption och viskositet hos kolloidala lösningar med mera) som hörde ihop med hans undersökningar inom fysiologi och serumterapi.

### Meteorologi, geofysik och kosmologi
Ur sina åsikter om gasers ledning härledde han en teori för luftelektriciteten (i Meteorologische Zeitschrift 1888), och om luftelektriciteten och de därmed besläktade fenomenen åskväder och norrsken handlar även fyra arbeten som han skrev tillsammans med Nils Ekholm: Über den Einfluss des Mondes auf den elektrischen Zustand der Erde I och II (1894–1895), Über den Einfluss des Mondes auf Polarlichter und Gewitter (1898) och Über die nahezu 26-tägige Periode der Polarlichter und Gewitter (1884).
Bland Arrhenius övriga arbeten om meteorologiska och geofysikaliska problem kan särskilt nämnas Über den Einfluss des atmosfärischen Kohlensäuregehalts auf die Temperatur der Erdoberfläche (1896), där han blev först med att beskriva växthuseffekten, det vill säga koldioxidens förmåga att stänga inne värmestrålning. På detta sätt förklarade han sin teori om växlingen mellan istider och varma perioder beroende på växlingar i atmosfärens koldioxidhalt.
Inom det geofysiska området skrev han också Zur Physik des Vulkanismus (Geol. för. förh. 1900) och Über die Ursache der Nordlichter (Bihang till Vetenskapsakademiens handlingar 1900). En framställning av hela den kosmiska fysiken från den dåtida moderna fysikens och kemins ståndpunkt lämnade han i sin Lehrbuch der kosmischen Physik (Leipzig, 1902–1903), där han även inkluderade sina kosmogoniska idéer. I synnerhet hans teori om ljustryckets betydelse för kosmiska fenomen visade sig mycket fruktbärande och fick en bekräftelse genom matematikern Karl Schwarzschild. I samband med dessa arbeten stod ävens hans uppfattning om panspermin, teorin om att livet kom till jorden genom ett meteoritnedslag.
Från början av 1900-talet var det inom den kosmiska fysiken som han skrev sina flesta arbeten, som även inkluderade populärvetenskapligt författande.

### Fysiologi
Dessutom kan nämnas hans arbete Über die Einwirkung kosmischer Einflüsse auf physiologische Verhältnisse (Skandinavisches Archiv für Physiologie 1898). Ett stort framsteg för serumterapin innebar ett arbete som Arrhenius skrev tillsammans med Thorvald Madsen, Physical chemistry applied to toxins and antitoxins (Köpenhamn 1902, festskrift vid invigningen av danska statens seruminstitut; på tyska i Zeitschrift für physikalische Chemie 44, 1903), där Arrhenius visade att den fysikaliska kemins lagar direkt kunde tillämpas på serumterapin och särskilt att växelverkan mellan toxin och antitoxin absolut motsvarar neutralisationen. Sina viktigaste tidiga resultat inom serumterapien sammanfattade han i ett arbete med titeln Anwendung der physikalischen Chemie auf die Serumtherapie (utgivet 1904 i en "Festschrift für L. Boltzmann").
Han fortsatte och utvidgade senare sina insatser på området. Det viktigaste fallet av kemisk jämvikt på detta område är toxiners neutralisation genom antitoxiner. Arrhenius lyckades visa den ingående analogin mellan denna process och neutralisation en av en svag bas, såsom ammoniak, med en svag syra, såsom borsyra. Speciellt visades existensen av en sådan jämvikt mellan difteritoxinet och dess serum. Sedan Paul Ehrlich hade påpekat att den så kallade Danyszeffekten stred mot Arrhenius uppfattning, ägnade Arrhenius sig åt ett ingående studium av detta fenomen.
I viktiga specialarbeten om hemolys visade Arrhenius att man kan beräkna den bildade hemolysinmängden enligt massverkans lag. Av stor betydelse var vidare hans resultat, att antialexin, som erhålls om blodserum från ett djur insprutas intravenöst i ett annat djur, innehåller antiimmunkroppar. Även de speciellt av Hartog Jacob Hamburger studerade precipitinerna och även agglutininerna behandlades av Arrhenius enligt hans teori.
Sina serumterapeutiska sammanfattade Arrhenius i monografierna Immunochemie (Leipzig, 1907. Immunochemistry, samma år) och Quantitative laws in biological chemistry (1915). En populär skrift av honom på immunitetsområdet bär titeln Om smittkoppor (1913).
Skolbildningen runt Ehrlich opponerade sig inledningsvis kraftigt mot idéerna i Arrhenius serumterapeutiska arbeten, men senare tystnade kritiken, när den grundläggande betydelsen av hans insatser på detta området blev mer uppenbara.

## Nobelprisen

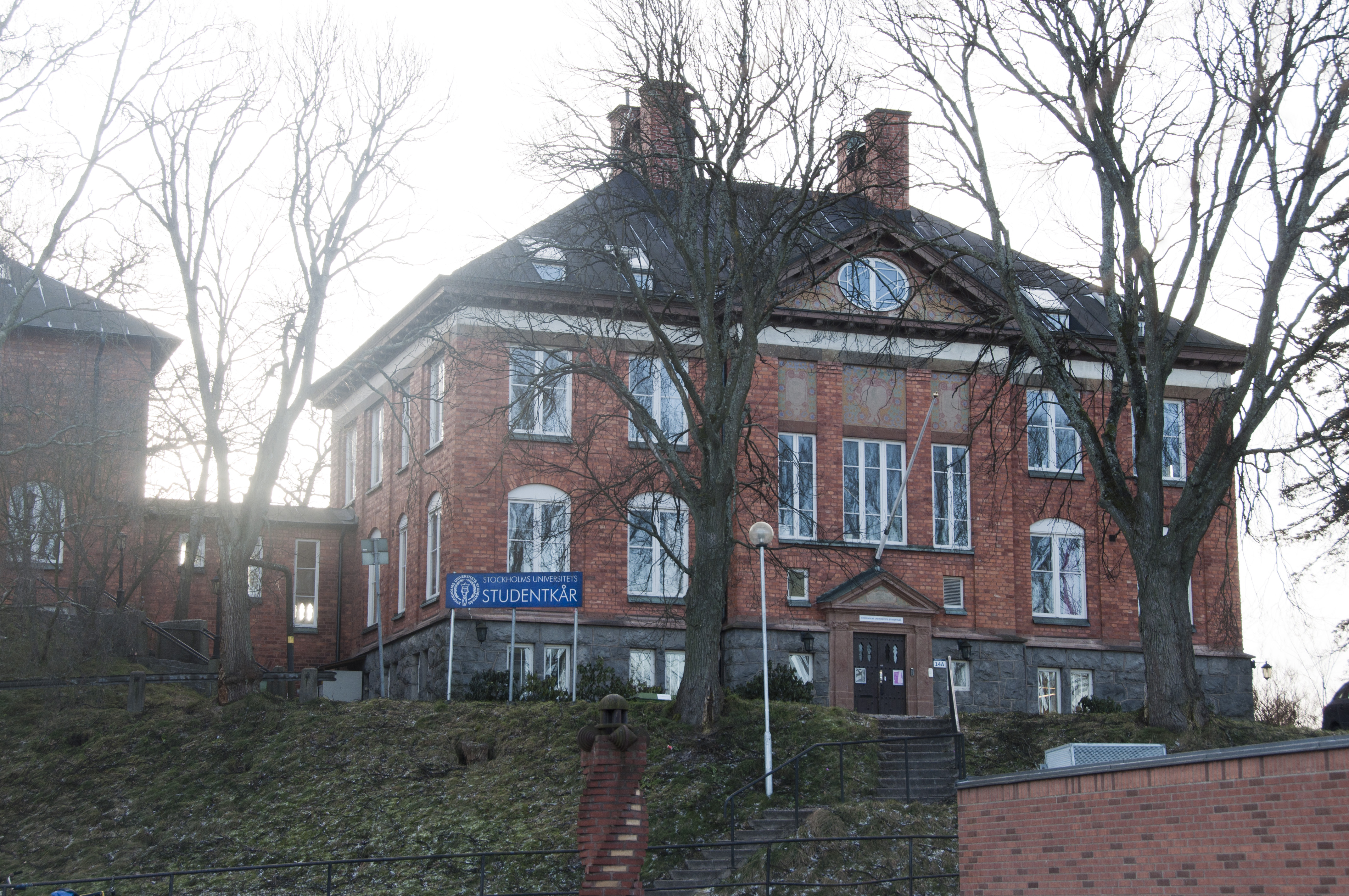
Nobelinstitutet för fysikalisk kemi - Svante Arrhenius bostad och laboratorium från 1909

När Alfred Nobel avlidit 1896 och testamenterat huvuddelen av sina pengar till det som skulle bli nobelprisen, var det mycket som var oklart om hur pristagare i praktiken skulle utses av de prisutdelande institutionerna, vilket för prisen i fysik och kemi innebar Kungliga Vetenskapsakademien. Arrhenius var en av de tongivande i att utforma dessa arbetssätt. Han var ledamot av Nobelkommittén för fysik från den bildades 1900 till sin död 1927, och verkade i kommittéarbetet för att pris skulle delas ut inom områden som sammanföll med hans egen forskning.
1903 tilldelades Arrhenius själv Nobelpriset i kemi för sin elektrolytiska dissociationsteori. Han var den första svensk som belönades med något av nobelprisen.

## Populärvetenskapligt författarskap
Arrhenius skrev flera populärvetenskapliga böcker. Däribland fick Världarnas utveckling (1906; 7:e upplagan 1917) och Stjärnornas öden (1915) en mycket stor spridning i Sverige och blev översatt till ett flertal andra språk. I boken Människan inför världsgåtan (1:a-3:e upplagan 1907) skildrade Arrhenius olika epokers och de stora tänkarnas uppfattning om universum och beskriver i anslutning därtill sin egen, rent naturvetenskapliga, inställning till världsproblemen. Han skrev även Smittkoppar och deras bekämpande (1913) och Kemien och det moderna livet (1919). Han bidrog också till Nordisk familjebok under signaturen S. A-s.

## Annan verksamhet
Sommaren 1900 genomförde Arrhenius på offentligt uppdrag en studieresa till Tyskland, Österrike, Italien, Frankrike och Schweiz för utredning av de naturliga vattenkrafternas användning till produktion av elektrisk kraft samt dennas användning till järnvägsdrift. Resan dokumenterades i en "Berättelse" i Meddelanden från kungliga jordbruksdepartementet n:r 1, 1901.

## Hedersbetygelser

### Ordnar
- Kommendör med stora korset av Kungl. Nordstjärneorden.[12]
- Kommendör av danska Dannebrogorden.
- Storkors av norska Sankt Olavs orden.
- Storofficerare av franska Hederslegionen.
- Storofficerare av italienska Kronorden.

### Övriga utmärkelser

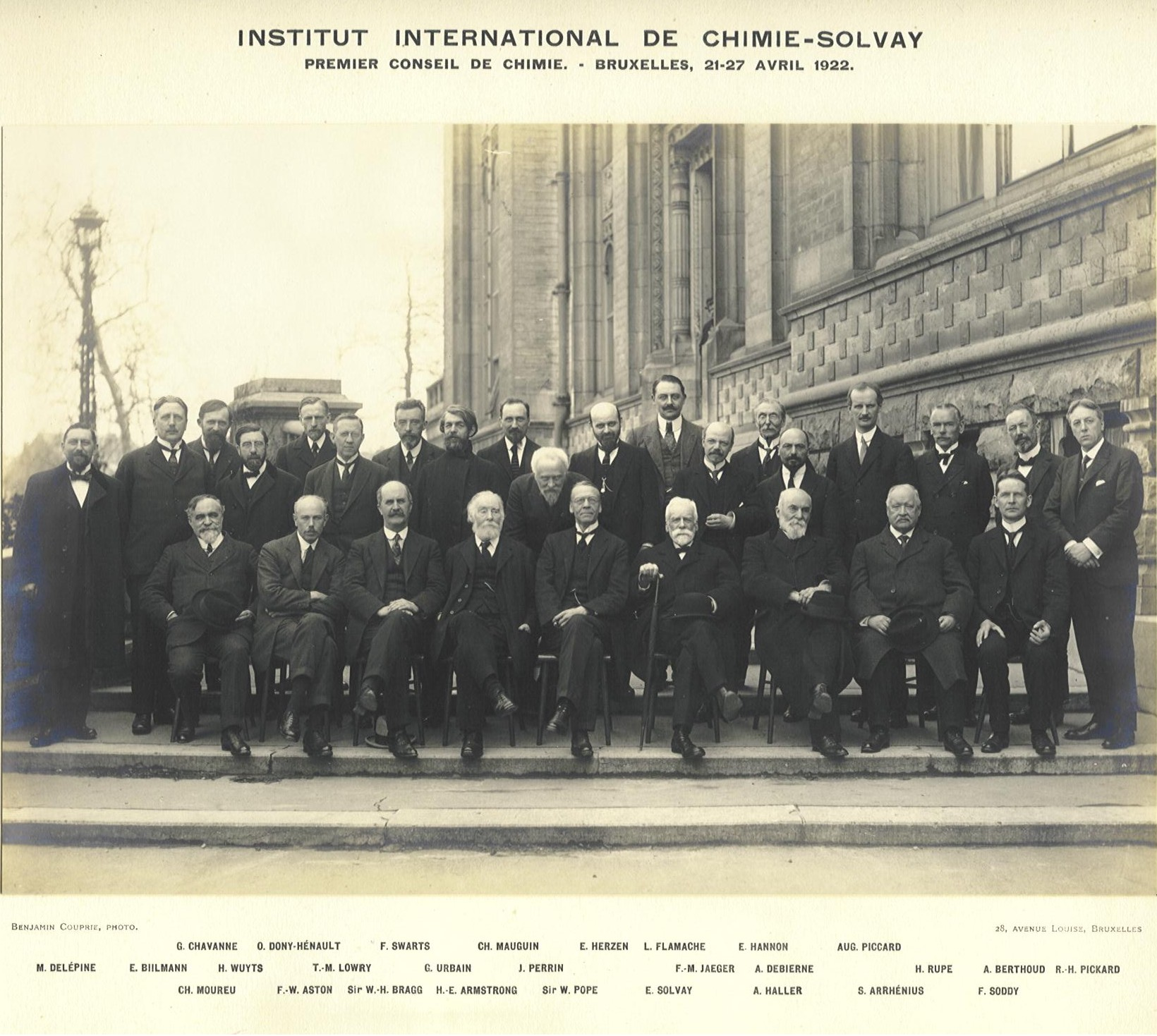
Deltagarna i 1922 års Solvaykonferens. Arrhenius sittande näst längst till höger.

Han blev 1899 ledamot av Vetenskapssocieteten i Uppsala, 1900 av Fysiografiska sällskapet i Lund, 1901 av Kungliga Vetenskapsakademien, 1903 av Vetenskaps- och vitterhetssamhället i Göteborg, 1904 hedersledamot av Svenska läkaresällskapet, 1909 ledamot av Lantbruksakademien, 1920 förste hedersledamot av Ingenjörsvetenskapsakademien samt hedersledamot av Vetenskaps- och vitterhetssamhället i Göteborg.
Arrhenius var hedersledamot i många utländska lärda samfund. Det var i de flesta större akademier som omfattade naturvetenskap, bland annat i Deutsche Bunsen-Gesellschaft (sedan 1895), Chemical Society of London (1898), Royal Institution (1900), Videnskabsselskabet i Kristiania (1902), Det Kongelige Danske Videnskabernes Selskab (1903), Vetenskapssocieteten i Helsingfors (1903) och Rysslands Vetenskapsakademi (1904). Därtill även akademier i Paris, Wien, Washington, Amsterdam, Göttingen med flera städer.
År 1902 tilldelades han Davymedaljen. 1903 blev han medicine hedersdoktor vid universitetet i Heidelberg. Han blev också filosofie hedersdoktor i Cambridge, Oxford, Greifswald och Leipzig, medicine hedersdoktor i Groningen, juris hedersdoktor i Edinburgh och Birmingham samt hedersledamot av universitetet i Moskva och polyteknikum i Riga.
På hösten 1909 bildades i Stockholm Svenska sällskapet för rashygien med zoologen Vilhelm Leche som ordförande och Svante Arrhenius som styrelseledamot.
År 1911 blev han den förste mottagaren av Willard Gibbs-priset. Han tilldelades Franklinmedaljen 1920.
The American Society of Swedish Engineers tilldelade honom 1926 sin The John Ericsson medal när den utdelades för första gången.
I samband med 100-årsminnet av hans födelse 1959 utgavs ett frimärke i valörerna 15 öre brun och 1.70 blå med hans bild.

### Namngivning
- Asteroiden 5697 Arrhenius (upptäckt år 1960)[13]
- 1970 uppkallades nedslagskratern Arrhenius på månen efter Arrhenius.[14]
- 1973 uppkallades nedslagskratern Arrhenius på planeten Mars efter Arrhenius.[15]
- Arrheniuslaboratoriet (färdigställt 1973).

## Övrigt

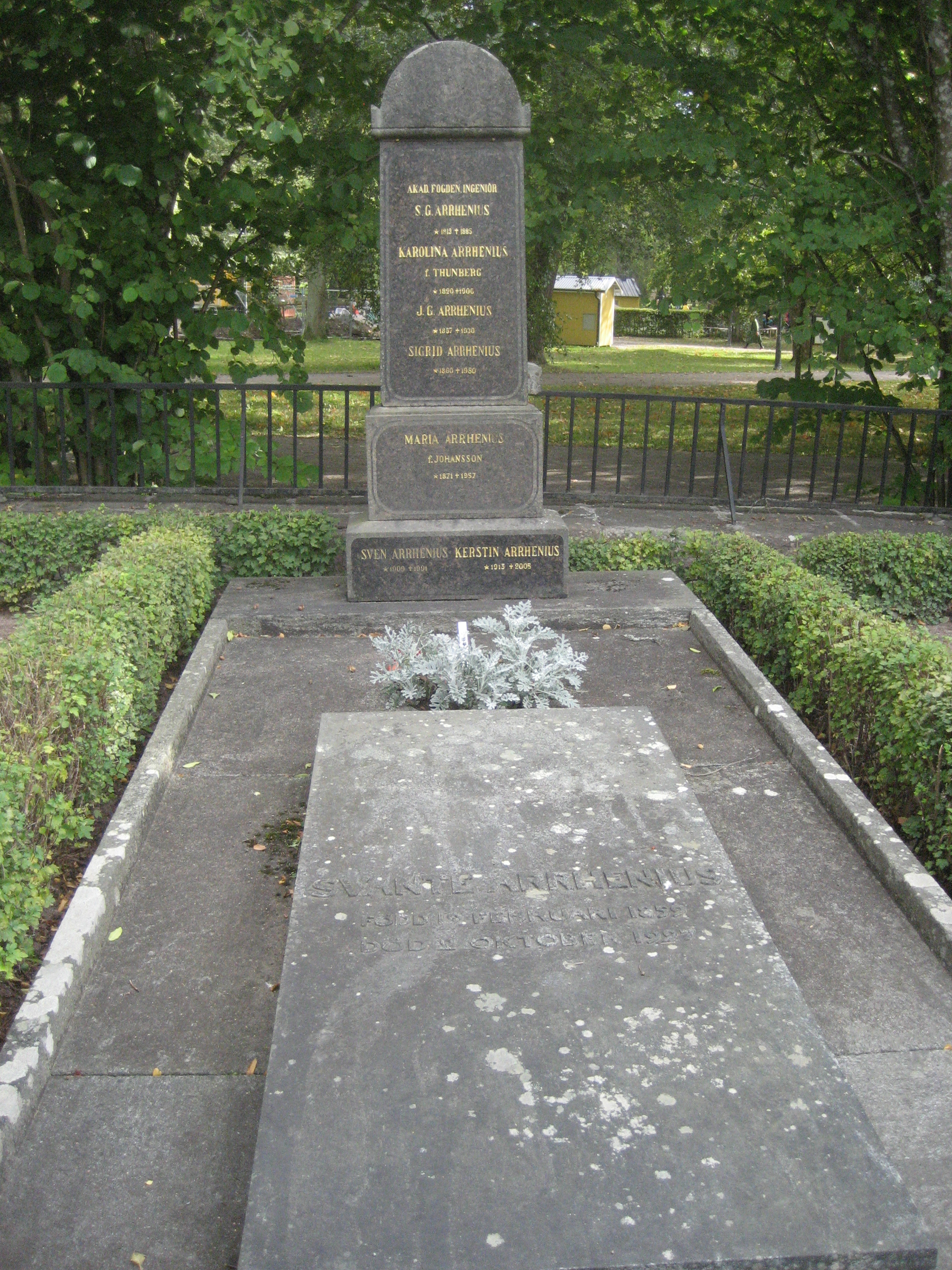
Svante Arrhenius gravvård på Uppsala gamla kyrkogård.

Svante Arrhenius gifte sig 1894 med Sofia Rudbeck och blev i detta äktenskap far till Olof Wilhelm Arrhenius. Äktenskapet upplöstes 1896. År 1905 gifte han om sig med Maria Johansson och fick med henne en son och två döttrar. Han var far till matematikern Anna-Lisa Arrhenius-Wold och morfar till kemisten Svante Wold och professorn i klinisk bakteriologi Agnes Wold.
Han ligger begraven på Gamla kyrkogården i Uppsala.